# 股関節の骨折
股関節の骨折（こかんせつのこっせつ）とは、何らかの原因で大腿骨の上端部分が骨折した状態のことである。症状は腰の痛み、特に脚を曲げたり動かしたりした時に生じる。通常、股関節を骨折した場合は歩くことができない。

## 原因と診断
この骨折の最も多く挙げられる原因は転倒によるものである。リスク要因には骨粗鬆症、多数の医薬品の服用、飲酒習慣、転移性癌が挙げられる。診断には通常、X線が使われる。しかし、磁気共鳴画像法やCTスキャンや骨シンチグラフィーなどが診断に必要になることもある。

## 予防と処置
痛みの緩和にオピオイドや神経ブロック薬が使用されることがある。一般的に患者の健康状態が充分な場合は骨折から2日以内の手術が勧められる。手術には人工股関節全置換術またはネジで固定する方法がある。手術後は深部静脈血栓症の予防をすることが勧められる。

## 疫学と予後
股関節の骨折は男性より女性に多く診られ、女性のリスクは男性の約3倍とも言われる。股関節の骨折は年齢が上がるにつれ起こりやすい。高齢者の場合、股関節骨折の翌年に死亡する確率は約20%である。